# 沃季亞涅 (波克羅夫西克區)
48°4′3″N 36°15′43″E / 48.06750°N 36.26194°E
沃季亞涅（烏克蘭語：Водяне），是烏克蘭的村落，位於該國中部第聶伯羅彼得羅夫斯克州，由波克羅夫西克區負責管轄，處於沃夫恰河右岸，距離羅曼基和奧特里什基1公里，始建於1803年，面積2.31平方公里，海拔高度138米，2001年人口398。